# Dekanat Ostróg
Dekanat Ostróg, dekanat ostrogski – dawny dekanat rzymskokatolicki w diecezji łuckiej. W wyniku wymordowania oraz wysiedlania Polaków, którzy w głównej mierze stanowili tutejszą ludność rzymskokatolicką, w czasie i po II wojnie światowej, dekanat przestał istnieć. W 1945 z Ostrogu wyjechał ostatni dziekan, proboszcz ostrogski ks. Piotr Milanowski. W 1958 zamknięto ostatnią parafię w dekanacie - Wniebowzięcia Najświętszej Maryi Panny w Ostrogu. Obecnie terytorium dawnego dekanatu ostrogskiego położone jest na Ukrainie.

## Parafie
stan na 1939
- Hłuboczek - Parafia Najświętszej Marii Panny Królowej Polski
- Mizocz - Parafia Świętego Jana Nepomucena
- Noworodczyce - Parafia Świętego Józefa Oblubieńca Najświętszej Marii Panny
- Ostróg - Parafia Wniebowzięcia Najświętszej Maryi Panny
- Ożenin - Parafia Najświętszego Serca Jezusowego
- Tajkury - Parafia Świętego Wawrzyńca
- Zdołbunów - Parafia Świętych Apostołów Piotra i Pawła